# Gabriel Benítez
Gabriel Benítez (Tijuana, 15 de junho de 1988) é um lutador mexicano de artes marciais mistas, atualmente competindo no peso pena do Ultimate Fighting Championship.

## Carreira no MMA

### Primeiros anos
Benítez começou sua carreira profissional no MMA em 2007, fazendo sua estreia no México e acumulando um cartel de 16-4 até assinar com o UFC em 2014..

### The Ultimate Fighter: América Latina 1
Benítez foi selecionado para participar do The Ultimate Fighter: América Latina 1.
No round de abertura, Benítez derrotou Diego Rivas por finalização no segundo round. Benítez enfrentou Leonardo Morales nas semifinais e perdeu por decisão unânime.

### Ultimate Fighting Championship
Benítez fez sua estreia no UFC em 15 de novembro de 2014 no UFC 180 contra Humberto Brown. Ele venceu por finalização no terceiro round.
Em seguida ele enfrentou Clay Collard em 13 de junho de 2015 no UFC 188. Ele venceu por decisão unânime.
Em sua terceira luta na organização, Benítez enfrentou Andre Fili em 21 de novembro de 2015 no UFC Fight Night: Magny vs. Gastelum. Ele perdeu por nocaute no primeiro round.
Em setembro de 2016, Benítez enfrentou Sam Sicilia no UFC Fight Night: Poirier vs. Johnson. Ele venceu por finalização no segundo round.
Benítez enfrentou Enrique Barzola, no UFC 211. Ele perdeu por decisão unânime.
Benítez enfrentou Jason Knight em 9 de dezembro de 2017 no UFC Fight Night: Swanson vs. Ortega. Ele venceu por decisão unânime.
Benítez enfrentou Humberto Bandenay em 19 de maio de 2018 no UFC Fight Night: Maia vs. Usman. Ele venceu por nocaute no primeiro round.
Benítez enfrentou Sodiq Yusuff em 17 de agosto de 2019 no UFC 241: Cormier vs. Miocic 2. Ele perdeu por nocaute técnico no primeiro round.
Benítez enfrentou Omar Morales em 13 de maio de 2020 no UFC Fight Night: Smith vs. Teixeira. Ele perdeu por decisão unânime.

## Cartel no MMA
| Cartel no MMA   |             |             |
| 32 lutas        | 22 vitórias | 10 derrotas |
| Por nocaute     | 8           | 4           |
| Por finalização | 10          | 2           |
| Por decisão     | 4           | 4           |

| Res.    | Cartel | Oponente               | Método                                      | Evento                                         | Data       | Round | Tempo | Local                     | Notas                 |
| ------- | ------ | ---------------------- | ------------------------------------------- | ---------------------------------------------- | ---------- | ----- | ----- | ------------------------- | --------------------- |
| Derrota | 22-10  | David Onama            | Nocaute técnico (socos)                     | UFC Fight Night: Walker vs. Hill               | 19/02/2022 | 1     | 4:24  | Las Vegas, Nevada         |                       |
| Derrota | 22-9   | Billy Quarantillo      | Nocaute Técnico (socos)                     | UFC on ESPN: Makhachev vs. Moisés              | 17/07/2021 | 3     | 3:40  | Las Vegas, Nevada         | Luta da Noite.        |
| Vitória | 22-8   | Justin Jaynes          | Nocaute Técnico (joelhada no corpo e socos) | UFC on ESPN: Hermansson vs. Vettori            | 05/12/2020 | 1     | 4:06  | Las Vegas, Nevada         | Performance da Noite. |
| Derrota | 21-8   | Omar Morales           | Decisão (unânime)                           | UFC Fight Night: Smith vs. Teixeira            | 13/05/2020 | 3     | 5:00  | Jacksonville, Florida     | Luta nos Leves.       |
| Derrota | 21-7   | Sodiq Yusuff           | Nocaute Técnico (socos)                     | UFC 241: Cormier vs. Miocic 2                  | 17/08/2019 | 1     | 4:14  | Anaheim, California       |                       |
| Vitória | 21-6   | Humberto Bandenay      | Nocaute (slam)                              | UFC Fight Night: Maia vs. Usman                | 19/05/2018 | 1     | 0:39  | Santiago                  | Performance da Noite. |
| Vitória | 20-6   | Jason Knight           | Decisão (unânime)                           | UFC Fight Night: Swanson vs. Ortega            | 09/12/2017 | 3     | 5:00  | Fresno, California        |                       |
| Derrota | 19-6   | Enrique Barzola        | Decisão (unânime)                           | UFC 211: Miocic vs. dos Santos II              | 13/05/2017 | 3     | 5:00  | Dallas, Texas             |                       |
| Vitória | 19-5   | Sam Sicilia            | Finalização (guilhotina)                    | UFC Fight Night: Poirier vs. Johnson           | 17/09/2016 | 2     | 1:20  | Hidalgo, Texas            |                       |
| Derrota | 18-5   | Andre Fili             | Nocaute (chute na cabeça e socos)           | TUF América Latina 2 Finale                    | 21/11/2015 | 1     | 3:13  | Monterrey                 |                       |
| Vitória | 18-4   | Clay Collard           | Decisão (unânime)                           | UFC 188: Velasquez vs. Werdum                  | 13/06/2015 | 3     | 5:00  | Cidade do Mexico          |                       |
| Vitória | 17-4   | Humberto Brown         | Finalização (guilhotina)                    | UFC 180: Werdum vs. Hunt                       | 15/11/2014 | 3     | 0:30  | Cidade do México          | Estreia no UFC.       |
| Vitória | 16-4   | Angelo Sanchez         | Decisão (unânime)                           | Orthrus Promotions: Triple A MMA 5             | 29/05/2014 | 3     | 5:00  | Albuquerque, New Mexico   | Estreia nos Penas.    |
| Vitória | 15-4   | Rey Trujillo           | Nocaute Técnico (socos)                     | Fresquez Productions: Havoc                    | 06/12/2013 | 2     | 3:25  | Albuquerque, New Mexico   |                       |
| Derrota | 14-4   | Richard Villa          | Finalização (chave de calcanhar)            | Jackson's MMA Series 11                        | 10/08/2013 | 1     | 0:52  | Albuquerque, New Mexico   |                       |
| Derrota | 14-3   | Rigo Oropeza           | Finalização (guilhotina)                    | Ultimate Warrior Challenge Mexico 13           | 02/03/2013 | 1     | 0:19  | Tijuana                   |                       |
| Vitória | 14-2   | Antonio Ramirez        | Nocaute (socos)                             | Xtreme Kombat 17                               | 21/09/2012 | 1     | 1:48  | Cidade do México          |                       |
| Vitória | 13-2   | Ryan Bixler            | Nocaute Técnico (socos)                     | Xplode Fight Series: Hunted                    | 19/05/2012 | 1     | 1:24  | Valley Center, California |                       |
| Vitória | 12-2   | Jorge Lopez            | Finalização (mata leão)                     | Ultimate Warrior Challenge Mexico 12           | 24/03/2012 | 2     | 3:12  | Tijuana                   |                       |
| Vitória | 11-2   | Daniel Salas           | Decisão (unânime)                           | Xtreme Fighters Latino                         | 26/05/2011 | 5     | 5:00  | Cidade do México          |                       |
| Vitória | 10-2   | Raul Bellereza         | Finalização (mata leão)                     | Ultimate Warrior Challenge Mexico 9            | 26/03/2011 | 1     | 3:29  | Tijuana                   |                       |
| Vitória | 9-2    | Manuel Ramos Gallareta | Finalização (kimura)                        | Ultimate Warrior Challenge Mexico 5            | 28/11/2010 | 1     | 1:03  | Tijuana                   |                       |
| Vitória | 8-2    | Tito Castro            | Nocaute Técnico (socos)                     | Ultimate Warrior Challenge Mexico 4            | 28/11/2009 | 2     | 2:15  | Tijuana                   |                       |
| Vitória | 7-2    | Shawn Major            | Finalização (chave de braço)                | Ultimate Challenge Mexico 12                   | 03/10/2009 | 1     | 0:39  | Tijuana                   |                       |
| Vitória | 6-2    | Shawn Major            | Nocaute técnico (interrupção médica)        | Ultimate Warrior Challenge Mexico 2            | 30/05/2009 | 1     | 2:13  | Tijuana                   |                       |
| Vitória | 5-2    | Kyle Olsen             | Finalização (guilhotina)                    | Ultimate Warrior Challenge Mexico 1            | 28/02/2009 | 1     | 1:24  | Tijuana                   |                       |
| Derrota | 4-2    | Yaotzin Meza           | Decisão (unânime)                           | Noche de Gladiadores                           | 24/05/2008 | 3     | 3:00  | Hermosillo                |                       |
| Vitória | 4-1    | Alan Mar               | Finalização (guilhotina)                    | Ultimate Challenge Mexico 6                    | 19/04/2008 | 3     | 2:04  | Tijuana                   |                       |
| Vitória | 3-1    | Dominic Gutierrez      | Finalização (chave de braço)                | Tijuana Municipal Sports Institute: No Way Out | 19/04/2008 | 1     | 2:31  | Tijuana                   |                       |
| Derrota | 2-1    | Emilio Chavez          | Decisão (unânime)                           | Cage of Fire 10                                | 24/11/2007 | 3     | 5:00  | Cidade do México          |                       |
| Vitória | 2-0    | Tomas Huerta           | Nocaayte (socos)                            | Ultimate Challenge Mexico 4                    | 10/10/2007 | 1     | 0:00  | Tijuana                   |                       |
| Vitória | 1-0    | Martin Perez           | Finalização (chave de braço)                | Ultimate Challenge Mexico 2                    | 28/07/2007 | 2     | 0:00  | Tijuana                   | Estreia nos Leves.    |